# Egidijus Žironas
Egidijus Žironas (* 1954 in Šiauliai, Litauische SSR) ist ein litauischer Jurist, Richter, Gerichtspräsident des Appellationsgerichts Litauens.

## Biografie
Nach dem Abitur 1972 an der Julius-Janonis-Mittelschule studierte Žironas bis 1981 an der Juristischen Fakultät der Universität Vilnius. Seit November 1981 war er Experte der Abteilung für Trasologie und Ballistik des litauischen Instituts für Gerichtsexpertisen, wissenschaftlicher Mitarbeiter, seit Dezember 1986 Richter des Vierten Stadtkreisgerichts Vilnius, von Juni 1992 bis 1994 Unternehmensjurist der UAB „Litbaum“ und von März 1994 bis Dezember 1994 der UAB „Litbaum eksportas-importas“ Oberjuriskonsult, wurde 1995 Rechtsanwalt, 1999 Richter des Vilniaus apygardos teismas und im April 2009 Richter des Appellationsgerichts Litauens. Seit 30. Juni ist er Gerichtspräsident des Appellationsgerichts Litauens.
Er spricht Russisch und Englisch.